# Baptistin Poujoulat
Baptistin Poujoulat, född 1809, död 1864, var en fransk historiker, bror till Jean-Joseph-François Poujoulat.
Poujoulat författade bland annat Voyage dans l'Asie Mineure (1840–1841; på svenska Minnen från en resa i österlandet, översatt av Carl Gustaf Jungberg 1851).